# 마이크 스타

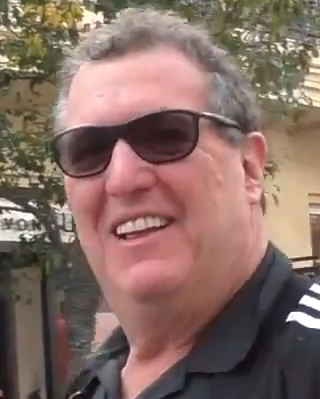
2016년 모습

마이크 스타(Mike Starr)는 미국의 캐릭터 배우이다. 딥한 목소리에 키크고 건장한 체형인 스타는 몹스터, 경찰관, 블루칼라 노동자, 터프가이 역을 맡았다. 더 영 앤 더 레스트리스와 에드 (드라마)에 정식으로 캐스팅되었고 덤 앤 더머와 빌리 배스게이트 등의 영화에 출연했다.
뉴욕주 퀸스에서 태어나 플러싱 (퀸스)에서 자랐다. 아일랜드인과 폴인 태생이다.

## 참여 작품

### 영화
- 부시도 (1981년 영화)
- 광란자 (1980년 영화)
- 내츄럴 (영화)
- 캣츠 아이 (영화)
- 프로텍터 (영화)
- 머니 핏
- 킹콩 2
- 라디오 데이즈
- 화려한 유혹 (1987년 영화)
- 펀치라인 (영화)
- 뉴욕스토리 (영화)
- 고독한 스승
- 브룩클린으로 가는 마지막 비상구
- 아저씨는 못말려
- 7월 4일생
- 블루 스틸 (1990년 영화)
- 좋은 친구들 (1990년 영화)
- 밀러스 크로싱
- 빌리 배스게이트
- 프리잭 (영화)
- 보디가드 (1992년 영화)
- 형사 매드독
- 핑크 팬더 8 - 핑크 팬더의 아들
- 허드서커 대리인
- 죽음의 땅
- 분노의 폭발
- 베이비 데이 아웃
- 에드 우드 (영화)
- 덤 앤 더머
- 클라커즈
- 투 이프 바이 씨
- 제임스와 거대한 복숭아
- 블러드 앤 와인
- 후드럼
- 스네이크 아이
- 글로리아 (1999년 미국 영화)
- 썸머 오브 샘
- 넉어라운드 가이스
- 저지 걸
- 아이스 하베스트
- 블랙 달리아 (영화)
- 블랙 다이너마이트
- 킬 더 아이리쉬맨
- 더 워너비 - 존 고티
- 나쁜 산타 2

### 텔레비전
- 맨하탄의 사나이
- 시카고 메디컬
- 솔로몬 가족은 외계인
- 아빠 뭐하세요
- 프리텐더 제로드
- 동양특급 로형사
- 스타 트렉: 딥 스페이스 나인
- 에드 (드라마)
- 웨스트 윙 (드라마)
- 위드아웃 어 트레이스
- 조안 오브 아카디아
- 스크럽스
- NCIS (드라마)
- 하우스 (드라마)
- CSI: 뉴욕
- 오피스 (미국의 시트콤)
- 우리 생애 나날들
- 더 영 앤 더 레스트리스
- 글리 (드라마)
- 몹 닥터
- 파인더 (드라마)
- CSI: 과학수사대
- 사이크
- 엘리멘트리
- 시카고 파이어 (드라마)
- 레이 도노반
- 셰임리스 (2011년 드라마)